# Rennrodel-Juniorenweltmeisterschaften 1984
Die 2. Juniorenweltmeisterschaft im Rennrodeln wurde im Januar 1984 in Österreich ausgetragen. Die Einzeldisziplinen wurden am 21. Januar in Imst entschieden, der Doppelsitzer der Junioren am 22. Januar in Bludenz. Das Starterfeld im Einsitzer der Junioren umfasste 38 Teilnehmer aus 16 Nationen, darunter Österreich, der Sowjetunion, der Deutschen Demokratischen Republik, der Bundesrepublik Deutschland und Norwegen. Die Bahnlänge der Junioren betrug 800 m, die der Juniorinnen 600 m.

## Ergebnisse

### Einsitzer der Juniorinnen
| Rang | Sportlerin         | Nationalität                    | Endzeit     |
| ---- | ------------------ | ------------------------------- | ----------- |
| 1    | Irina Kussakina    | Sowjetunion                     | 1:21,81 min |
| 2    | Olimpiada Nikitina | Sowjetunion                     | 1:22,24 min |
| 3    | Olga Tichonowa     | Sowjetunion                     | 1:22,28 min |
| 4    | Kerstin Dorn       | Deutsche Demokratische Republik | 1:22,37 min |
| 5    | Agnes Aanonsen     | Norwegen                        | 1:22,41 min |
| 6    | Corinna Kämmer     | Deutsche Demokratische Republik | 1:22,53 min |
| 7    | Christiane Hoppe   | Deutsche Demokratische Republik | 1:22,55 min |
| 8    | Heike Grübler      | Deutsche Demokratische Republik | 1:22,61 min |

### Einsitzer der Junioren
| Rang | Sportler          | Nationalität                                           | Endzeit     |
| ---- | ----------------- | ------------------------------------------------------ | ----------- |
| 1    | Jens Müller       | Deutsche Demokratische Republik (ASK Vorwärts Oberhof) | 1:42,09 min |
| 2    | Frank Trebeß      | Deutsche Demokratische Republik (ASK Vorwärts Oberhof) | 1:42,11 min |
| 3    | Andrei Ustjuschin | Sowjetunion                                            | 1:42,22 min |
| 4    | Sepp Dostthaler   | BR Deutschland                                         | 1:42,64 min |
| 5    | Jens Drechsler    | Deutsche Demokratische Republik                        | 1:42,76 min |
| 6    | Sergei Roschenzew | Sowjetunion                                            | 1:42,77 min |
|      |                   |                                                        |             |
| 24   | Steffen Magerl    | Deutsche Demokratische Republik                        | 1:46,78 min |

### Doppelsitzer der Junioren
| Rang | Sportler                           | Nationalität                    | Endzeit     |
| ---- | ---------------------------------- | ------------------------------- | ----------- |
| 1    | Wassili Karpow Sergei Nagowizyn    | Sowjetunion                     | 1:03,69 min |
| 2    | René Keller Lutz Kühnlenz          | Deutsche Demokratische Republik | 1:03,75 min |
| 3    | Robert Manzenreiter Markus Schmidt | Österreich                      | 1:05,74 min |

### Medaillenspiegel
| Rang | Nation                          | Gold | Silber | Bronze | Gesamt |
| ---- | ------------------------------- | ---- | ------ | ------ | ------ |
| 1    | Sowjetunion                     | 2    | 1      | 2      | 5      |
| 2    | Deutsche Demokratische Republik | 1    | 2      | 0      | 3      |
| 3    | Österreich                      | 0    | 0      | 1      | 1      |